# Liste des monuments nationaux de l'Amazonas
Cet article liste les monuments nationaux de l'Amazonas, en Colombie. Au 27 septembre 2019, un seul monument national était recensé dans ce département.

## Patrimoine matériel
| Code national             | Monument   | Municipalité(s) | Adresse | Coordonnées                       | Date | Illustration |
| ------------------------- | ---------- | --------------- | ------- | --------------------------------- | ---- | ------------ |
| 01-01-01-06-91-405-000001 | Casa Arana | La Chorrera     |         | 1° 27′ 00″ sud, 72° 35′ 00″ ouest | 2008 | Casa Arana   |